# Lost City (Oklahoma)
Lost City es una localidad ubicada en el condado de Cherokee, en el estado estadounidense de Oklahoma. En el Censo de 2010 tenía una población de 770 habitantes y una densidad poblacional de 20,34 personas por km².

## Geografía
Lost City se encuentra ubicado en las coordenadas 36°0′2″N 95°7′20″O / 36.00056, -95.12222. Según la Oficina del Censo de los Estados Unidos, Lost City tiene una superficie total de 60.93 km², de la cual 60.93 km² corresponden a tierra firme y (0%) 0 km² es agua.

## Demografía
Según el censo de 2010, había 770 personas residiendo en Lost City. La densidad de población era de 20,34 hab./km². De los 770 habitantes, Lost City estaba compuesto por el 46.49% blancos, el 0.13% eran afroamericanos, el 44.29% eran amerindios, el 0% eran asiáticos, el 0% eran isleños del Pacífico, el 0.13% eran de otras razas y el 8.96% pertenecían a dos o más razas. Del total de la población el 1.95% eran hispanos o latinos de cualquier raza.